# Brad Holmes
Brad Holmes (né le 29 juillet 1979 à Tampa dans l'État de la Floride) est un dirigeant sportif de football américain, vice-président exécutif et directeur général de la franchise des Lions de Détroit de la National Football League (NFL).
Auparavant, entre 2003 et 2020 , il avait occupé divers postes de direction pour les Rams de St. Louis / Los Angeles.
Holmes a été désigné directeur exécutif de l'année 2023 par la PFWA (en).

## Biographie

### Jeunesse
Diplômé en 1997 du lycée George D. Chamberlain de Tampa en Floride, Holmes y a été capitaine de l'équipe de football américain,.

### Carrière universitaire
En 2002, Holmes décroche avec mention un baccalauréat en journalisme et en communication de masse à l'université agricole et technique d'État de Caroline du Nord (North Carolina A&T). Il joue en tant que letterman pendant quatre saison pour les Aggies au poste de defensive tackle sous la direction de l'entraîneur principal Bill Hayes (en),. En 1999, il est élu capitaine de l'équipe et aide A&T à remporter la Mid-Eastern Athletic Conference et le championnat national des universités historiquement noires.
De retour chez lui après la saison 1999, Holmes est impliqué dans un accident de voiture qui le laisse dans le coma pendant une semaine. Après son rétablissement complet, il est autorisé à jouer sa dernière saison de football universitaire en 2001.

### Carrière de dirigeant
Holmes travaille pour l'Enterprise Rent A Car tout en essayant de commencer une carrière dans le sport professionnel. Il débute par des stages en relations publiques chez les Hawks d'Atlanta de la National Basketball Association (NBA) en 2002 et  chez les Rams de Saint-Louis de la National Football League (NFL) en 2003.

#### Rams de Saint-Louis/Los Angeles
À Saint-Louis, Holmes se lié d'amitié avec Wilbert Montgomery (en), sélectionné à deux reprises joueur All-Pro et entraîneur des running backs pour les Rams de 1997 à 2005. À la fin de son stage, Montgomery aide Holmes à obtenir un poste au sein de l'encadrement des Rams. De 2003 à 2012, il y occupe divers postes, notamment ceux d'assistant recruteur, de recruteur régional et national au NFL Scouting Combine pour les Rams, les dirigeants de la franchise étant Charley Armey (en), Billy Devaney (en) et Les Snead (en),,.
En 2013, Holmes est promu directeur du recrutement universitaire. Il joue ainsi un rôle essentiel dans l'acquisition des Pro Bowlers Aaron Donald, Jared Goff, Todd Gurley, Cooper Kupp, Pharoh Cooper (en) et Cory Littleton (en).

#### Lions de Détroit
Le 14 janvier 2021, Holmes est nommé vice-président exécutif et directeur général des Lions de Détroit, en remplacement de l'ancien directeur général Bob Quinn (en). Il y signe un contrat de cinq ans. La première transaction de Holmes en tant que directeur général est d'échanger leur quarterback de longue date, Matthew Stafford, contre le quarterback Jared Goff des Rams de Los Angeles avec deux choix de premier tour et un choix de troisième tour.

## Vie privée
Holmes est le fils de Melvin Holmes (en), joueur de ligne offensif des Steelers de Pittsburgh de 1971 à 1973. Il est également le neveu de Luther Bradley (en), ancien joueur des Lions de Détroit et choix de premier tour de la draft 1978 (en), et le cousin d'Alex Barron (en), choix des Rams lors du premier tour de la draft 2005.
Holmes est marié et a deux enfants, un fils et une fille.